# Madison Lake, Minnesota
Madison Lake là một thành phố thuộc quận Blue Earth, tiểu bang Minnesota, Hoa Kỳ. Năm 2010, dân số của thành phố này là 1017 người.

## Dân số
- Dân số năm 2000: 837 người.
- Dân số năm 2010: 1017 người.